# エッシンゲン (ヴュルテンベルク)
エッシンゲン (ドイツ語: Essingen) は、ドイツ連邦共和国バーデン＝ヴュルテンベルク州シュトゥットガルト行政管区のオストアルプ郡に属す町村（以下、本項では便宜上「町」と記述する）である。この町は郡庁所在地アーレンの西に位置している。

## 地理

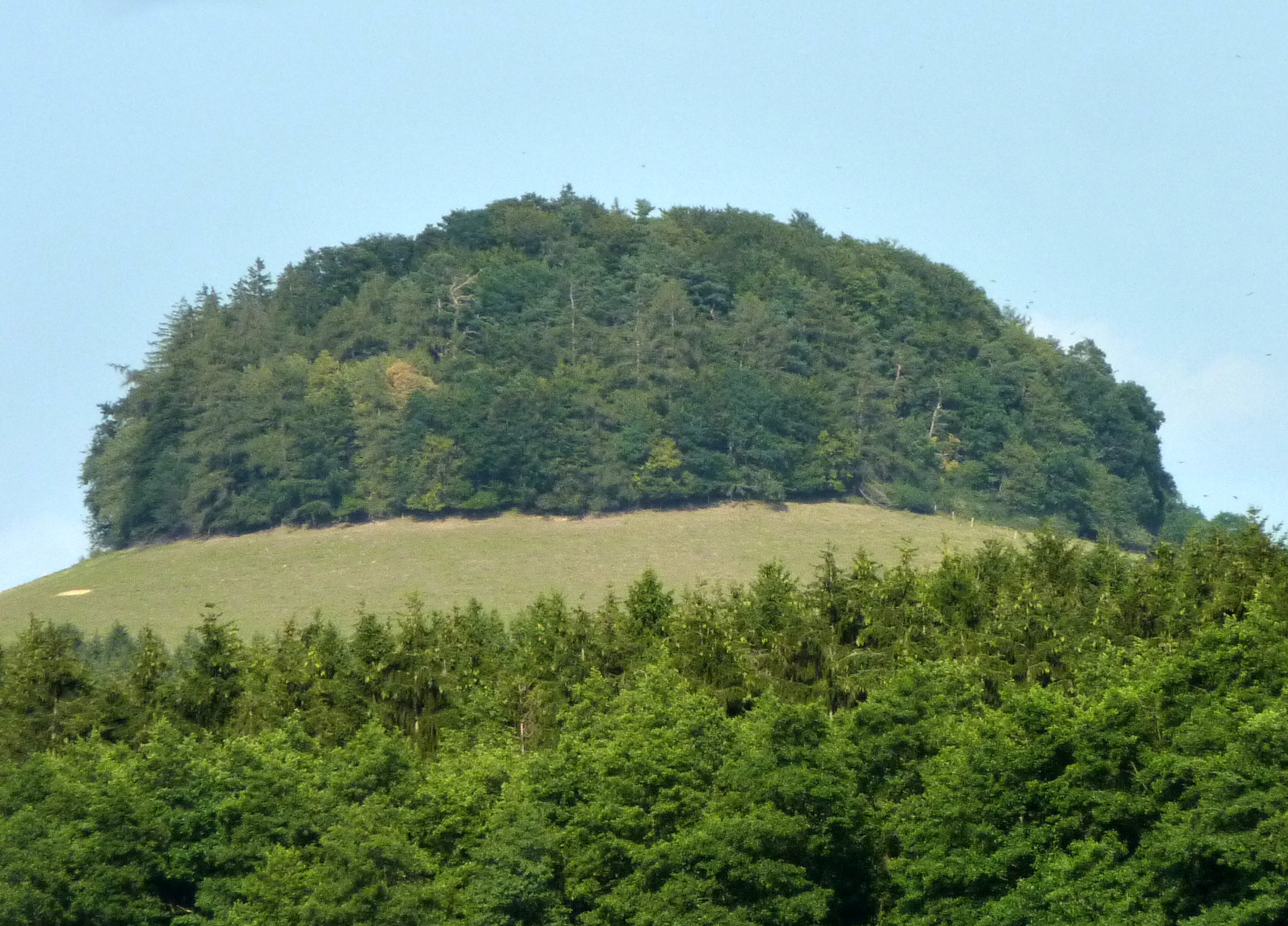
エッシンゲン北部のコルベンベルク

### 位置
エッシンゲンはシュヴェービッシェ・アルプの北東、高度 465 m から 755 m に位置している。主邑はアルプから流れ下るレムス川の谷に位置している。ラウターブルク地区など町域の一部はアルブーフ地方に位置している。
レムス川はこの町の町域内で湧出している。

### 隣接する市町村
この町は、北と東は郡庁所在地のアーレン、南東はオーバーコッヘン、南はともにハイデンハイム郡に属すケーニヒスブロンとシュタインハイム・アム・・アルブーフ、南西はバルトロメ、西はホイバッハおよびメグリンゲンと境を接している。

### 自治体の構成
かつて独立した町村であったラウターブルクを含むこの町は、22の村落、小集落、農場、住宅群からなる。

### 土地利用
| 土地利用種別面積 | 農業用地 | 森林   | 住宅地 | 産業用地 | 交通用地 | 水域  | レジャー用地 | その他 |
| ---------------- | -------- | ------ | ------ | -------- | -------- | ----- | ------------ | ------ |
| 面積 (km2)       | 23.95    | 28.27  | 1.24   | 1.01     | 2.34     | 0.16  | 0.35         | 1.17   |
| 占有率           | 40.9 %   | 48.3 % | 2.1 %  | 1.7 %    | 4.0 %    | 0.3 % | 0.6 %        | 2.0 %  |

州統計局の2019年現在のデータによる。

## 歴史

### 中世
この町の名前は、1090年頃のグリューニンゲン伯ヴェルナーのヒルザウ修道院に対する寄進状に初めて記録されている。現在のラウターブルク地区は1128年に初めて文献に記録されている。エッシンゲンは1215年にシュタウフェン家の所領となった。ラウターブルクは1276年に、エッシンゲンも遅くとも1345年にエッティンゲン伯領となった。この地域は1358年にはヴュルテンベルク領となったが、15世紀にヴェルヴァルト男爵に下賜された。1697年にデーゲンフェルト伯はエッシンゲンの一部を購入している。

### 近世以降
ライン同盟規約に基づき、この地域は1802年にヴュルテンベルク王国領となった。ラウターブルクは当初エッシンゲンに属していたが、1820年から独立した町村となった。
エッシンゲンは長らくオーバーアムト・アーレンに属したが、1938年からアーレン郡に編入された。この郡の廃止に伴い1973年に新たに創設されたオストアルプ郡に組み込まれた。
1971年12月1日に、それまで独立した町村であったラウターブルクがエッシンゲンに合併した。

## 住民

### 宗教
ヴェルヴァルト男爵は1555年以後宗教改革を敢行した。これ以後エッシンゲンでは福音主義が多数を占めた。しかし現在ではローマ＝カトリック教会が再興され、この他に新使徒派教会もある。

## 行政

### 行政共同体
この町は、アーレン市の行政共同体に加盟している。

### 議会
エッシンゲンの町議会は18議席で構成されている。

### 首長
町長は、1997年からヴォルフガング・ホーファーが務めている。彼は2013年5月に3期目に就いた。

### 紋章
図柄: 金地に、黒い線で上半分が丸くなった炉の輪郭。炉床では赤い炎が上がっている。
民間伝承の語源説に基づく地口の紋章で、炉 (ドイツ語: Esse) が町の名前 (Essingen) を表している。
町の旗は、赤 - 黄色である。
炉は1646年に、エッシンゲン市場の印章に初めて登場する。この町は、公印の歴史的な印章デザインに基づき、1930年に写実的な炉のデザインを採用したが、シュトゥットガルト文書館館長はヴュルテンベルクの色である黒と金色を町の紋章の配色に取り入れることを提案した。1948年にデザインはこの配色に合わされた。
1979年3月12日に紋章と旗がオストアルプ郡当局に認可された。

## 文化と見所

### 建築
- 福音主義キリヌス教会 - 後期ゴシック様式のザール式教会（身廊は1512年から1517年に建設された）。8角形の内陣を持つ。中世の防衛塔は13世紀に建設された[11]。
- マリエン礼拝堂 - 後期ゴシック様式の壁絵を持つ[12]。

### 年中行事
エッシンゲンのイースターマーケットは、15世紀から行われている。

### クラブ
シュヴェービッシェ・アルプ協会のエッシンゲン・グループは2000年にアイヒェンドルフ・メダルを受賞した。

## 経済と社会資本

### 交通

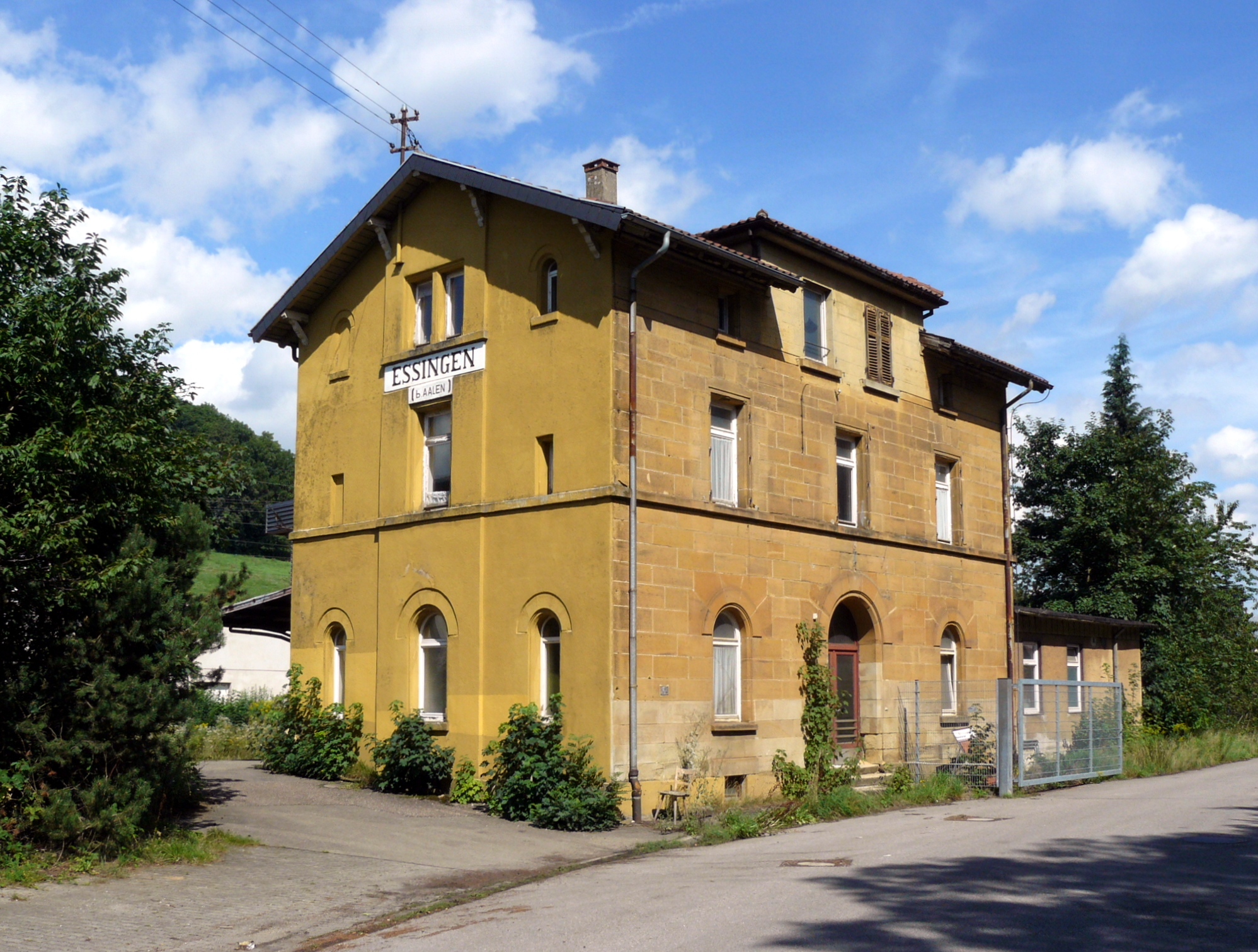
旧エッシンゲン駅

エッシンゲンは、連邦道 B29号線（ヴァイブリンゲン - ネルトリンゲン）によって全国的な道路網と接続している。最寄りのアウトバーンのインターチェンジは、A7号線のアーレン/オーバーコッヘン・インターチェンジ (Nr. 115) である。約 17 km 離れたこのインターチェンジへは、B29号線のアーレン方面と州道 L1084号線を利用する。
集落の 600 m 北を通るレムス鉄道には、エッシンゲン駅がある。旅客列車は1989年5月28日が最後となったが、貨物列車はショルツ廃鉄リサイクル会社とショルツの敷地内にある積み替え駅で引き続き利用されている。最寄りの旅客駅はアーレン駅で、約 7 km 離れている。アーレン駅には IC 61（カールスルーエ - ニュルンベルク）や、ウルム、シュトゥットガルト、クライルスハイム、ドナウヴェルト行きのローカル列車が発着する。
公共旅客交通のバス路線には、それぞれの交通会社の料金とならんで、オストアルプモビール交通共同体の料金も適用される。

### 自転車道
ドイツ・リーメス自転車道がこの町を通っている。この自転車道は、ライン川沿いのバート・ヘニンゲンからドナウ川沿いのレーゲンスブルクまでオーバーゲルマニッシュ＝レティシャー・リーメスに沿って 818 km 以上にわたる自転車道である。

### 地元企業
エッシンゲンは、廃鉄リサイクルコンツェルンで、世界中に 6,000人以上の従業員を擁するショルツ・ホールディングの本社所在地である。

### 教育
エッシンゲンには、基礎課程・本課程学校パルクシューレがある。この学校は2012/13年の学年からゲマインシャフツシューレ（直訳すると「共同学校」）に改組された。この他に、町立幼稚園が2園、福音主義教会が運営する幼稚園が3園、ローマ＝カトリック教会が運営する幼稚園が1園ある。

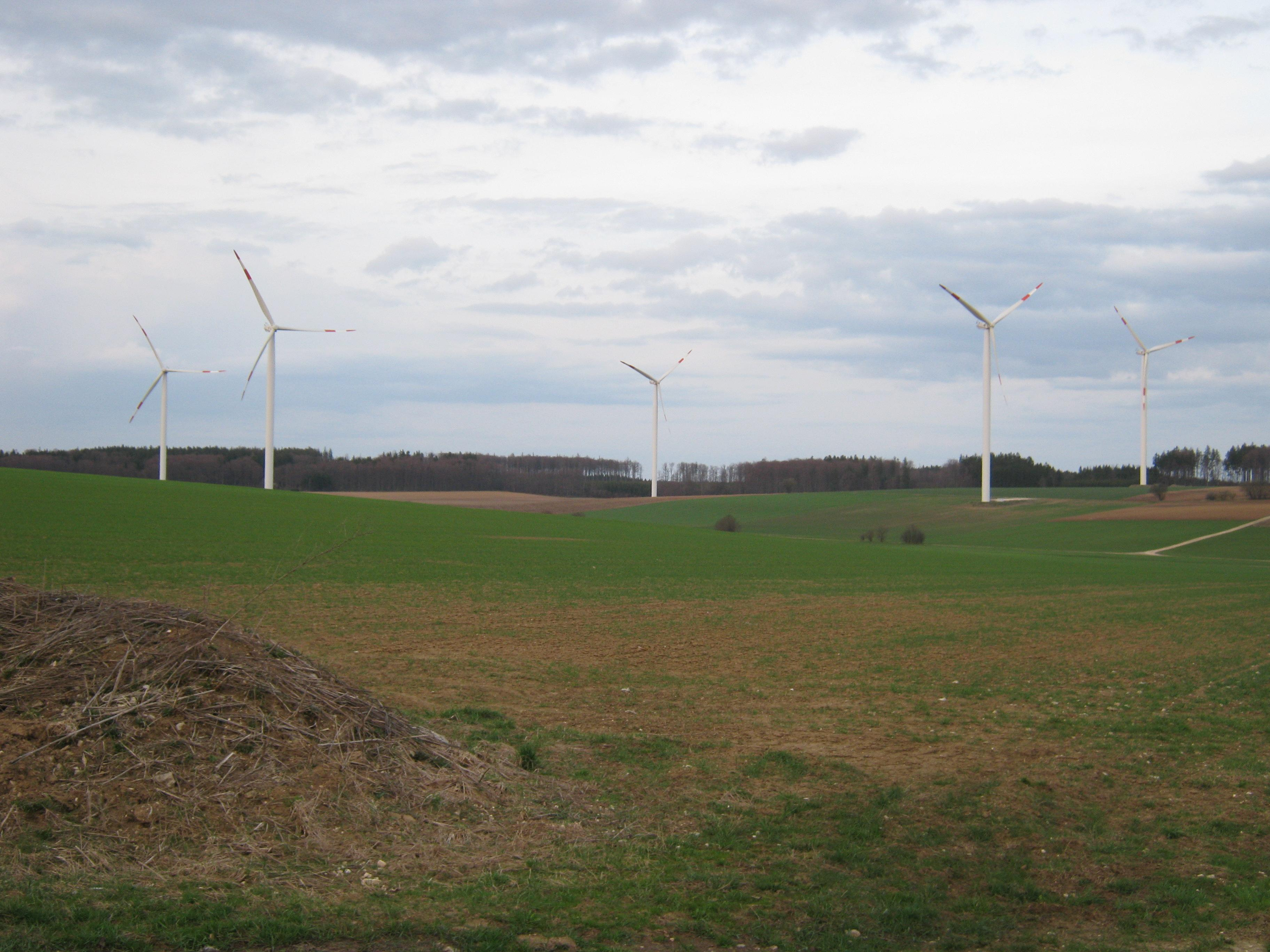
ラウターブルクのウィンドパーク

### エネルギー
2006年以降、エッシンゲンには、ラウターブルクの南東にウィンドパーク（風力発電所）がある。ここには、マストの高さ 100 m、風車の直径 92 m の Typ REPower MM92 風力発電機が 5基設けられている。